# مارلون همفري
مارلون همفري (بالإنجليزية: Marlon Humphrey)‏ هو لاعب كرة قدم أمريكية أمريكي، ولد في 8 يوليو 1996 في هوفر في الولايات المتحدة.

## وصلات خارجية
- مارلون همفري على موقع الاتحاد الدولي لألعاب القوى (الإنجليزية)
- مارلون همفري على موقع مرجع كرة القدم المحترفة.كوم (الإنجليزية)